# دايفيد بور
دايفيد بور (بالمجرية: Bor Dávid)‏ هو لاعب كرة قدم مجري، ولد في 10 ديسمبر 1994 في بودابست في المجر. لعب مع نادي باكسي.

## وصلات خارجية
- دايفيد بور على موقع قاعدة بيانات كرة القدم.إي يو (الإنجليزية)
- دايفيد بور على موقع Soccerway.com (الإنجليزية)